# نادي الصحفي
نادي الصحفي هو نادي كرة قدم ينتمي لمدينة مقديشو في الصومال. فاز بكأس الصومال سنة 2007، كما سبق له اللعب في الدوري الصومالي الممتاز في 2012.

## الإنجازات
- كأس الصومال

البطولة (1): 2007

## المشاركات في البطولات العربية
- البطولة العربية للأندية: مشاركة واحدة

2012-13 – الدور التمهيدي الأول

## روابط خارجية
- معلومات النادي – The Biggest Football Archive of the World
- معلومات النادي  – soccerway.com